# Juan Bautista Topete y Viaña
Juan Bautista Topete y Viaña (Cartagena, 1784 – Madrid, 23 de desembre de 1847) va ser un marí i militar espanyol, cap d'esquadra de la Reial Armada Espanyola.

## Biografia
Era fill de Ramón Topete y Fuentes i de la seva esposa Francisca de Paula Viaña, que van tenir tres fills: Francisco, Juan Bautista i José, tots ells marins. Fou el pare de Juan Bautista Topete y Carballo, el cèlebre almirall de la revolució de 1868.
Va obtenir plaça de guardiamarina en la Companyia del Departament de Ferrol l'1 de gener de 1799. En l'atac que els britànics van efectuar en 1800, en un intent de conquistar un segon Gibraltar al nord, va rebre el seu baptisme de foc a les ordres del seu pare Ramón Topete.
En 1801 va embarcar al comandament del seu pare en el navili de línia San Agustín, de l'esquadra del general Juan Joaquín Moreno, participant en combats contra vaixells britànics. L'octubre de 1802 fou ascendit a alferes de navili i embarcà al bergantí Descubridor, destinat a per seguir contrabandistes al golf de Mèxic i les Antilles. Al juny de 1806 se va rebre el comandament de la goleta Mercedes, amb la qual va participar en dues expedicions, una a Portobelo i l'altra a Panamà. En el mes de novembre se li va ordenar encarregar-se interinament de la capitania del port de Cartagena de Indias.
De retorn a Espanya, fou destinat a l'Arsenal de Cadis. Quan esclatà la guerra del francès, va prendre part en l'atac a l'esquadra francesa de l'almirall Rosily, estant embarcat en la fragata Flora, de l'esquadra del general Juan Ruiz de Apodaca, on també estaven el seu pare i el seu oncle Juan de Dios, fins a la rendició dels francesos.
En 1809 fou ascendit a alferes de navili. Poc després va sortir para Montevideo i allí va rebre el comandament de la goleta Carmen, amb la qual va tornar al port de Cadis conduint uns plecs. Al maig de 1811 va ser ascendit a tinent de fragata. En el mes de juliol d'aquell any es va dirigir a l'Havana i a Veracruz, on va combatre en la guerra del virregnat de Mèxic, cosa que li va merèixer l'ascens a tinent de navili al desembre de 1812. El 4 de juny de 1812 fou va nomenar comandant de Tlacotalpan i va lluitar contra els insurgents a la conca del Papaloapan (Cosamaloapan, Chacaltianguis, Tesechoacán, Amatlán, incloent alguns punts de l'estat d'Oaxaca) L'octubre de 1819 fou ascendit a capità de fragata.
En 1821 va quedar incorporat a la posta de Veracruz, que estava al comandament del capità de fragata Francisco Murias, encomanant-se-li el comandament a la defunció del seu titular. Li encomanaren la missió de retirar-se la guarnició de Veracruz i transportar-la al fort de San Juan de Ulúa. Pel seu brillant comportament en aquesta acció se li va concedir l'escut de Distinció.
En 1824 fou nomenar comandant de les forces terrestres de la posta de l'Havana, és ascendit a capità de navili i se li va donar el comandament d'una divisió amb destinació al castell de San Juan de Ulúa. Per aquest servei se li va atorgar la Creu de l'Orde d'Isabel la Catòlica i la de la Marina de Diadema Reial. Després va participar en el bloqueig de Cayo Hueso i va apressar el bergantí Guerrero. En 1829 fou ascendit a brigadier i destinat a Cuba.
Al setembre de 1832 se li va atorgar el comandament de la fragata Restauración i quan va morir el general Laborde en 1834, va quedar com a comandant general interí de les forces navals. En el mes de maig de 1836, va passar a ser-ho en propietat, exercint aquest càrrec fins a 1838, en què va ser ascendit a cap d'esquadra, i poc després li fou atorgada la Gran Creu de l'Orde de Sant Hermenegild.
El gener de 1839 fou nomenat membre de la comissió règia per a la informació sobre el govern i administració a les illes de Cuba i Puerto Rico. En finalitzar la comissió en 1840 va ser nomenat Comandant General del Departament de Cadis. A continuació va ser nomenat vocal de la Junta Econòmica de l'Armada, plaça que va ocupar fins a ser nomenat ministre del Tribunal Suprem de Guerra i Marina i conseller Real. Durant el seu mandat va redactar un reglament per al Col·legi Naval Militar.
En 1845 fou elegit diputat a Corts pel partit Moderat per la jurisdicció de Morón (Província de Sevilla), pàtria dels seus avantpassats per línia paterna.
Al febrer de 1846 va formar part del govern del marquès de Miraflores com a ministre de Marina, de febrer a març. Després va tornar a la seva plaça de ministre del Tribunal Suprem de Guerra i Marina, càrrec que va ocupar fins a la seva defunció.
Agreujada de manera notable la malaltia que patia després del coneixement de la mort de l'únic fill que no era marí, ofegat en el naufragi del buc que ho transportava des de l'Havana a Veracruz, va morir al cap d'un any i deu mesos.